# Twice (Album)
#Twice ist das erste japanische Album der südkoreanischen Girlgroup Twice. Das Kompilationsalbum wurde am 28. Juni 2017 veröffentlicht und enthält die ersten fünf Singles der Gruppe in jeweils der japanischen und der koreanischen Version.

## Hintergrund
Nachdem Anfang Februar 2017 die japanische Webseite und einige Kanäle in sozialen Netzwerken gestartet wurden, verkündete die Gruppe am 24. Februar offiziell, dass sie am 26. Juni 2017 mit dem Album #Twice in Japan debütieren würde. Dazu wurden große Werbetafeln in U-Bahn-Stationen und an viel besuchten öffentlichen Plätzen angebracht. Außerdem wurde das Mini-Album What’s Twice? veröffentlicht, um für die Gruppe zu werben.
Am 31. Mai wurde die Titelliste des Albums auf der offiziellen Webseite veröffentlicht. Das Album sollte die koreanischen und japanischen Versionen der ersten fünf Singles von Twice enthalten.
Anfang Juni veröffentlichte Warner Music Japan erste Teaser-Videos auf Youtube sowie die digitale Version der Single Signal (Japanese Ver.).
Am 28. Juni erschien #Twice offiziell in Japan zusammen mit der Single TT (Japanese Ver.). TT wurde allerdings nur als Download-Version veröffentlicht.

## Titelliste
| Nr.          | Titel                        | Text                                                  | Musik                                 | Länge |
| ------------ | ---------------------------- | ----------------------------------------------------- | ------------------------------------- | ----- |
| 1.           | Like Ooh-Ahh (Japanese ver.) | Black Eyed Pilseung, Sam Lewis, Yhanael               | Black Eyed Pilseung, Sam Lewis        | 3:35  |
| 2.           | Cheer Up (Japanese ver.)     | Sam Lewis, Yu Shimoji                                 | Black Eyed Pilseung                   | 3:28  |
| 3.           | TT (Japanese ver.)           | Sam Lewis, Shoko Fujibayashi                          | Black Eyed Pilseung                   | 3:34  |
| 4.           | Knock Knock (Japanese ver.)  | Sim Eun-jee, Min Lee "collapsedone", Mayu Wakisaka    | Min Lee "collapsedone", Mayu Wakisaka | 3:15  |
| 5.           | Signal (Japanese ver.)       | J.Y. Park "The Asiansoul", Yu Shimoji, Samuelle Soung | J.Y. Park "The Asiansoul", Kairos     | 3:16  |
| 6.           | Like Ooh-Ahh                 | Black Eyed Pilseung, Sam Lewis                        | Black Eyed Pilseung, Sam Lewis        | 3:35  |
| 7.           | Cheer up                     | Sam Lewis                                             | Black Eyed Pilseung                   | 3:28  |
| 8.           | TT                           | Sam Lewis                                             | Black Eyed Pilseung                   | 3:34  |
| 9.           | Knock Knock                  | Min Lee "collapsedone", Mayu Wakisaka                 | Min Lee "collapsedone", Mayu Wakisaka | 3:15  |
| 10.          | Signal                       | J.Y. Park "The Asiansoul"                             | J.Y. Park "The Asiansoul", Kairos     | 3:16  |
| Gesamtlänge: | Gesamtlänge:                 | Gesamtlänge:                                          | Gesamtlänge:                          | 34:16 |

## Chartplatzierungen
#Twice stieg auf Platz 2 in die Oricon Album Charts ein und verkaufte sich in den ersten vier Tagen mehr als 100.000 Mal. In den Oricon Album Jahrescharts 2017 konnte das Album Platz 15 erreichen. Außerhalb von Japan konnte sich #Twice auch in den Charts von Taiwan und Neuseeland platzieren.
| ChartsChartplatzierungen | Höchstplatzierung | Wochen |
| ------------------------ | ----------------- | ------ |
| Japan (Oricon)           | 2 (125 Wo.)       | 125    |

| ChartsJahrescharts (2017) | Platzierung |
| ------------------------- | ----------- |
| Japan (Oricon)            | 15          |

| ChartsJahrescharts (2018) | Platzierung |
| ------------------------- | ----------- |
| Japan (Oricon)            | 90          |

## Auszeichnungen

### Awards
- Japan Golden Disk Award 2018
  - Album of the Year (Asia)[11]
  - Best 3 Albums (Asia)[12]

### Auszeichnungen für Musikverkäufe
| Land/Region  | Auszeichnungen für Musikverkäufe (Land/Region, Auszeichnung, Verkäufe) | Verkäufe |
| ------------ | ---------------------------------------------------------------------- | -------- |
| Japan (RIAJ) | Platin                                                                 | 250.000  |
| Insgesamt    | 1× Platin ·                                                            | 250.000  |

Hauptartikel: Twice/Diskografie
Auch die digitale Single TT (Japanese Ver.) wurde zum Erfolg. Sie wurde im Februar 2018 für 100.000 Downloads mit Gold ausgezeichnet.